# سیارک ۳۱۱۳۹
سیارک ۳۱۱۳۹ (به انگلیسی: 31139 Garnavich، نامگذاری:1997SJ34) سی و یک هزار و صد و سی و نهمین سیارک کشف شده‌است که در ۲۵ سپتامبر ۱۹۹۷ کشف شد.